# Ruining It for Everybody
| Совокупная оценка | Совокупная оценка |
| Источник          | Оценка            |
| ----------------- | ----------------- |
| Metacritic        | 74/100            |
| Оценки критиков   |                   |
| Источник          | Оценка            |
| AllMusic          | [ 5 ]             |
| Alternative Press | [ 6 ]             |
| CraveOnline       | 9.5/10            |
| Kerrang!          | [ 4 ]             |
| Rock Sound        | [ 8 ]             |

Ruining It for Everybody — второй альбом группы Iwrestledabearonce, вышедший 26 июля 2011 года на лейбле Century Media. Это последний альбом, записанный при участии вокалистки Кристы Кэмерон, которая покинула группу в конце 2012 года. Перед подготовкой второго альбома, группа сделала несколько ремиксов старых песен.

## Список композиций
| №                   | Название                                     | Длительность |
| ------------------- | -------------------------------------------- | ------------ |
| 1.                  | «Next Visible Delicious»                     | 2:40         |
| 2.                  | «You Know That Ain’t Them Dogs' Real Voices» | 2:58         |
| 3.                  | «Deodorant Can’t Fix Ugly»                   | 3:17         |
| 4.                  | «This Head Music Makes My Eyes Rain»         | 3:24         |
| 5.                  | «It Is “Bro” Isn’t It?»                      | 2:39         |
| 6.                  | «Gold Jacket, Green Jacket»                  | 2:24         |
| 7.                  | «Break It Down Camacho»                      | 2:53         |
| 8.                  | «Stay to the Right»                          | 2:29         |
| 9.                  | «I’m Gonna Shoot»                            | 2:37         |
| 10.                 | «Karate Nipples»                             | 3:06         |
| 11.                 | «Button It Up»                               | 3:19         |
| Общая длительность: | Общая длительность:                          | 31:46        |

| №   | Название                                     | Длительность |
| --- | -------------------------------------------- | ------------ |
| 12. | «Danger in the Manger» (Big Chocolate Remix) | 3:44         |
| 13. | «See You in Shell» (Sluggo Remix)            | 4:13         |

## Позиции в чартах
| Чарт                              | Позиция |
| --------------------------------- | ------- |
| U.S. Billboard 200                | 80      |
| U.S. Billboard Rock Albums        | 16      |
| U.S. Billboard Independent Albums | 13      |
| U.S. Billboard Hard Rock Albums   | 8       |

## Участники записи
- Стивен Брэдли — гитара, программирование
- Майк «Rickshaw» Мартин — бас-гитара
- Криста Кэмерон — вокал
- Джон Гэйни — гитара, программирование
- Майки Монтгомери — ударные